# Condado de Río Indio
El condado de Río Indio (Indian River County) es un condado ubicado en el estado de Florida. En 2000, su población era de 112 947 habitantes. Su sede está en Vero Beach.

## Historia
El condado de Río Indio fue creado en 1925. Su nombre proviene de la laguna del Río Indio.

## Demografía
Según el censo de 2000, el condado cuenta con 112 947 habitantes, 49 137 hogares y 32 725 familias residentes. La densidad de población es de 87 hab/km² (224 hab/mi²). Hay 57 902 unidades habitacionales con una densidad promedio de 44 u.a./km² (115 u.a./mi²). La composición racial de la población del condado es 87,43% Blanca, 8,19% Afroamericana o Negra, 0,25% Nativa americana, 0,74% Asiática, 0,03% De las islas del Pacífico, 2,15% de Otros orígenes y 1,21% de dos o más razas. El 6,53% de la población es de origen Hispano o Latino cualquiera sea su raza de origen.
De los 49 137 hogares, en el 21,7% de ellos viven menores de edad, 54,5% están formados por parejas casadas que viven juntas, 8,90% son llevados por una mujer sin esposo presente y 33,4% no son familias. El 28,2% de todos los hogares están formados por una sola persona y 16,1% de ellos incluyen a una persona de más de 65 años. El promedio de habitantes por hogar es de 2,25 y el tamaño promedio de las familias es de 2,72 personas.
El 19,2% de la población del condado tiene menos de 18 años, el 6% tiene entre 18 y 24 años, el 22,3% tiene entre 25 y 44 años, el 23,30% tiene entre 45 y 64 años y el 29,2% tiene más de 65 años de edad. La edad media es de 47 años. Por cada 100 mujeres hay 93,7 hombres y por cada 100 mujeres de más de 18 años hay 90,8 hombres.
La renta media de un hogar del condado es de $39 635, y la renta media de una familia es de $46 385. Los hombres ganan en promedio $30 870 contra $23 379 para las mujeres. La renta per cápita en el condado es de $27 227. El 9,3% de la población y el 6,3% de las familias tienen rentas por debajo del nivel de pobreza. De la población total bajo el nivel de pobreza, el 13,6% son menores de 18 y el 5,7% son mayores de 65 años.

## Ciudades y pueblos

### Municipalidades
- Ciudad de Fellsmere
- Pueblo de Indian River Shores
- Pueblo de Orchid
- Ciudad de Sebastian
- Ciudad de Vero Beach

### No incorporadas
- Florida Ridge
- Gifford
- North Beach
- Roseland
- South Beach
- Vero Beach South
- Wabasso
- Wabasso Beach
- West Vero Corridor
- Winter Beach